# مدیا ژوگلی
مدیا ژوگلی (گرجی: მედეა ჯუღელი؛ ۱ اوت ۱۹۲۵ – ۸ ژانویهٔ ۲۰۱۶) ژیمناست هنری گرجستانی‌تبار اهل شوروی بود.
وی در مسابقات کشوری و بین‌المللی در مجموع برندهٔ ۱ مدال طلا، ۱ مدال نقره شده‌است.